# Igreja de Santa Maria (Covas do Barroso)

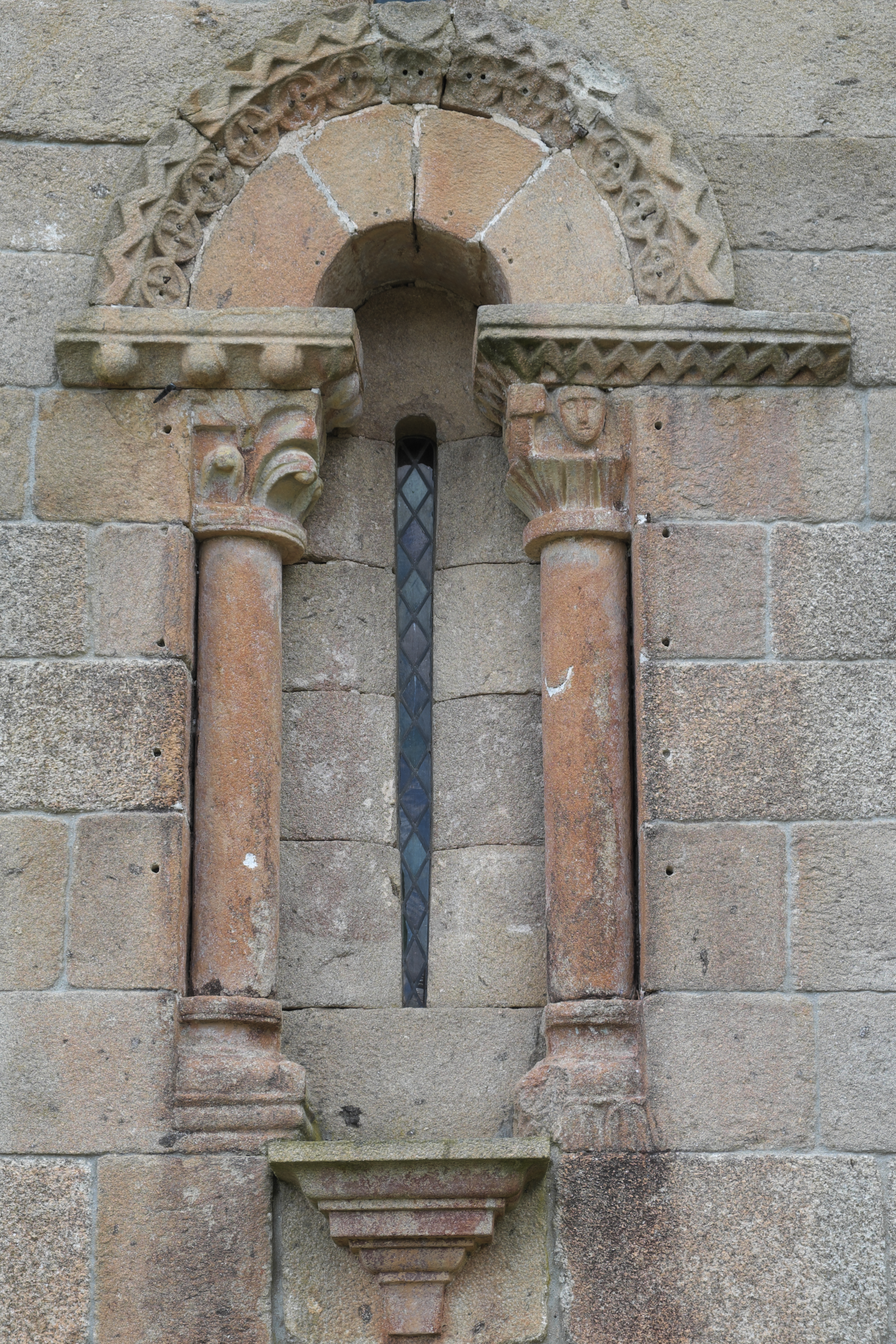
Fresta com dois colunelos

A Igreja de Santa Maria, ou Igreja Paroquial de Covas do Barroso, é um templo cristão que se situa na freguesia de Covas do Barroso, município de Boticas, no Distrito de Vila Real.
Está classificada como Imóvel de Interesse Público desde 1967.

## Descrição Histórica e Artística
A Igreja é circundada por um adro de terra batida e estás arquitectonicamente inscrita no movimento românico da região. Foi, no entanto, como outros exemplares desta tipologia, sujeita a intervenções arquitectónicas e decorativas realizadas em períodos subsequentes.
Apresentando planta longitudinal, o templo é composto de cabeceira e nave única (pavimentada com lajes graníticas, coberta por caixotões pintados e ostentando pintura mural setecentista nas paredes), esta última com duas capelas quadrangulares rasgadas nos seus dois lados - do Evangelho e da Epístola. Transpondo o portal rectangular sobrepujado por óculo, ambos rasgados no alçado principal culminado em empena com cruz latina, acede-se ao interior, onde se podem admirar, a par do coro-alto, o púlpito, do lado do Evangelho; um arcossólio em arco quebrado contendo túmulo com estátua jacente de Afonso Eanes Barroso, do lado da Epístola; o arco triunfal pleno e, por fim, a capela-mor, totalmente pintada, com abóbada de cruzaria ogival assente em quatro mísulas, além da imagem da padroeira - Santa Maria - esculpida, em estilo gótico, em pedra de ançã.
O túmulo de Afonso Anes Barroso, escudeiro de D. Afonso I, Duque de Bragança, sepultado no ano de 1459, está assente em dois leões e tem uma tampa que representa um figura humana deitada. Sob a cabeça tem um travesseiro adornado e aos pés um pequeno animal.
A imagem original de Santa Maria em estilo gótico, esculpida em pedra de Ançã que estava colocada na fachada exterior, encontra-se atualmente dentro da igreja, mais propriamente no nicho da capela lateral do lado do Evangelho. Em 2021, a Câmara Municipal de Boticas colocou uma réplica da imagem na fachada frontal da igreja.
Em 2019 foi objeto de obras de restauro e conservação realizadas pela Direção Regional de Cultura do Norte, com a recuperação e reparação das pinturas murais, do teto e do Coro Alto.